# Тайна медвежьей горы
«Тайна медвежьей горы» (англ. Gold Diggers: The Secret of Bear Mountain) — американский семейный приключенческий драматический фильм Кевина Джеймса Добсона 1995 года с Кристиной Риччи и Анной Кламски в главных ролях.

## Сюжет
Кейт Истон вместе с дочерью Бет одним летом переезжают из Лос-Анджелеса в маленький городок на границе с Канадой. Некоторое время назад у Кейт умер муж и теперь они с дочерью остались одни. Кейт писательница, она пишет книги для детей. Сейчас она хотела бы пожить в уединённом месте. Бет же не нравится переезд, она не может жить без шума большого города.
В городке Бет знакомится с девочкой-хулиганкой по имени Джоди. Другие девочки предупреждают Бет, что Джоди «странная» и водиться с ней не стоит. Тем не менее, Бет и Джоди заводят дружбу. В день летнего солнцестояния Джоди показывает Бет своё секретное место в пещере в Медвежьей горе. Джоди рассказывает Бет историю о Молли Морган. Много десятилетий назад она была шахтёром и искала золото в шахте в этой самой Медвежьей горе. Она пропала давным-давно после обрушения шахты. У Джоди есть книга об этом. Сама Джоди одержима идеей найти золото Молли.
Джоди из неблагополучной семьи. Отца у них нет, а нынешний друг её матери Рэй пьёт и бьёт их обоих. Джоди не хочет возвращаться домой и собирается ещё какое-то время провести в пещере. Она уже давно оборудовала там себе жилище, обустроив его различными вещами, которые ей удавалось где-нибудь стащить. Бет пытается одна на лодке покинуть пещеру в Медвежьей горе, но повреждает лодку и попадает под обвал горной породы. Она не может выбраться самостоятельно. Джоди отправляется через лес к ближайшей дороге, чтобы просить помощь. Бет освобождают спасатели, и она попадает в больницу.
Кейт теперь против того, чтобы её дочь общалась с Джоди, но видя, что Бет тоскует, она разрешает дочери сходить к Джоди в гости. Кейт и Бет отправляются в гости вместе. Джоди дома не оказывается, но её маму Линетт они находят избитой на полу без сознания. Бет сразу понимает, что это дело рук Рэя. Она поднимает всех на уши, требуя от полиции немедленно отправиться к Медвежьей горе. Выясняется, что Рэй действительно потащил Джоди на Медвежью гору искать золото по карте из её книги. Спастись от Рэя в пещере Джоди помогает некая пожилая женщина. Джоди уверена, что это была давно пропавшая Молли Морган. Полиция арестовывает Рэя.
В конце лета Бет и Джоди неожиданно приглашают в полицейский участок. Там некий адвокат от имени своего клиента, который пожелал остаться неизвестным, передаёт девочкам в дар два мешочка с золотом.

## В ролях
- Кристина Риччи — Бет Истон
- Анна Кламски — Джоди Салерно
- Полли Дрейпер — Кейт Истон
- Брайан Кервин — Мэтт Холлингер
- Дайана Скаруид — Линетт Салерно
- Дэвид Кит — Рэй Карнисак
- Эшли Астон Мур — Трейси Бриггс
- Джуэл Стэйт — Саманта
- Роджер Кросс — медработник
- Джесси Мосс — Адам
- Дженнифер Хейл — взрослая Бет (рассказчик)

## Приём
На сайте Rotten Tomatoes рейтинг «свежести» фильма составляет 50 % на основе 10 рецензий. Стивен Холден из The New York Times отметил, что в фильме молодые девушки показаны искательницами приключений, что уже плюс. В остальном же фильм мог бы получиться неплохим, если бы его создатели постарались, а так в нём нечего смотреть кроме красивых пейзажей. Леонард Клади из Variety отметил, что фильм вторгается на территорию «Дисней», но не может предложить ничего кроме неуместных клише и заезженных сюжетов, а одного только обаяния главных героинь недостаточно, чтобы его вытянуть. Роджер Эберт поставил фильму 2,5 звезды из 4. Эберт сказал, что выдающейся работой фильм не является, но главные героини делают его привлекательным. Положительные рецензии вышли в The Washington Post и Los Angeles Times.